# Liparit IV, duque de Kldekari
Liparit IV, a veces conocido como Liparit III (georgiano : ლიპარიტ IV [III] ), fue una figura política y general georgiano del siglo XI que a veces fue el apoyo más valioso del rey Bagrat IV de Georgia (1027-1072) y su máximo rival peligroso. Pertenecía a la Casa de Liparitid-Baguashi (más tarde Orbeli u Orbeliani), y por lo tanto, un duque hereditario (eristavi) de Kldekari y Trialeti.

## Subida al poder
Liparit apareció en la escena política de Georgia a fines de la década de 1020 cuando, como poseedor de la fortaleza de Kldekari y más tarde como comandante en jefe de los ejércitos reales, demostró ser el defensor del niño rey Bagrat IV y la regente viuda la Reina Mariam. Las Crónicas georgianas identifican a Liparit como "el hijo de Liparit", mientras que John Skylitzes se refiere a él como hijo de 'Оράτιης Λιπαρίτης, es decir, Rati. Su exitosa resistencia a las tropas bizantinas invasoras en 1028 y una campaña victoriosa contra la dinastía Shaddadida de Arran en 1034 hicieron de Liparit el noble más poderoso de Georgia. En 1038 Liparit estuvo a punto de capturar la ciudad georgiana de Tbilisi, que había estado bajo el dominio musulmán durante siglos; pero temiendo su creciente poder, los nobles georgianos frustraron el plan y convencieron al rey de que hiciera las paces con el emir de Tiflis. Como resultado, Liparit se convirtió en un enemigo declarado de Bagrat y comenzó a cooperar activamente con las potencias extranjeras para vengarse. En 1039, prometió su apoyo al medio hermano de Bagrat, Demetrius, que entró en Georgia con un ejército bizantino para apoderarse de la corona. Después de la muerte de Demetrius en 1042, Liparit continuó la lucha contra Bagrat y se convirtió en un importante líder de la influencia bizantina en la región. Disfrutó de numerosos éxitos contra los ejércitos reales, sobre todo en Sasireti, donde Bagrat sufrió una aplastante derrota y se vio obligado a retirarse de sus posesiones orientales. La batalla también es conocida por la participación de mercenarios varegos, muy probablemente por parte del rey.
Bagrat apelando al emperador Constantino IX, se acordó, a través de la mediación bizantina, que Liparit debería recibir casi la mitad del reino (al sur del río Mtkvari) solo como sujeto obediente del rey de Georgia. Así, en el período de 1045-1048, Liparit IV, duque de Trialeti, Argveti, Baja y Alta Iberia , Príncipe-Condestable de Georgia, se convirtió en la persona más poderosa del reino. No sin una buena razón, el cronista árabe Ibn al-Athir lo llama "rey de los abasios [es decir, georgianos]". Liparit, llamado Liparites por escritores bizantinos, era al mismo tiempo un dignatario bizantino con el prestigioso rango de magistros (y posiblemente también curopalate).

## Caída
En 1048, Liparit, como magistros bizantinos, fue convocado por Constantino IX para luchar contra los turcos selyúcidas, avanzando hacia Anatolia. En la batalla de Kapetru en septiembre de 1048, Liparit fue capturado y enviado como prisionero a Isfahán. El emperador envió una embajada de Georgios Drosos con regalos y un rescate por su liberación al sultán selyúcida Tugrïl Beg. Sin embargo, el sultán liberó magnánimamente a Liparit con la condición de que nunca más volvería a luchar contra los selyúcidas y se le devolvió el rescate ( Skylitzes 454.15-19). Según Ibn al-Athir, el intermediario no era Drosus, sino el emir kurdo Nasr ad-Daulah, mientras que el cronista armenio Mateo de Edesa afirma que Liparit fue liberado después de que el georgiano, en presencia del sultán, derrotara a un formidable campeón "negro" en combate singular.
En ausencia de Liparit, Bagrat tomó ventaja e incluso se llevó a su esposa; pero recuperando su libertad en 1049 o 1051, Liparit se levantó en armas contra el rey, y lo expulsó de su capital en Kutaisi hacia Abjasia. Bagrat, acompañado por su madre, se vio obligado a dirigirse a Constantinopla, donde el rey fue mantenido como rehén virtual durante tres años. Mientras tanto, Liparit instaló al hijo de Bagrat, Jorge como rey y se declaró regente. Después del regreso de Bagrat en 1053, Liparit volvió a luchar contra él. Eventualmente, en 1060, fue arrestado por sus seguidores y se rindió al rey, quien lo forzó a ingresar a un monasterio bajo el nombre de Anton. Liparit murió poco después en Constantinopla y fue enterrado nuevamente en su monasterio patrimonial en Katskhi en Georgia.
Los hijos de Liparit, Ivane y Niania, ingresaron al servicio bizantino. Niania murió como funcionario bizantino en Ani, mientras que Ivane, después de una breve carrera aventurera en la administración imperial en Anatolia, recibió la amnistía de la corte georgiana.